# 亲和性
亲和性（Agreeableness）是一种在社交场合愉快和包容的倾向。在当代人格心理学中，亲和性是人格结构的五个主要因素之一，反映在合作与社会和谐方面的个体差异。亲和性得分高的人善解人意，周到，友好，大方，乐于助人。他们对于人性具有乐观的看法。他们往往相信，大多数人是诚实、正直和值得信赖的。 
亲和性得分低的人将自身兴趣置于与他人相处之上。他们通常对他人的提议相当谨慎，他们可能觉得别人在打算更好的自身利益。亲和性得分低的人一般较少关心他人的福祉，较少同情心，因此不太可能费心去帮助别人。他们对他人的动机持怀疑态度，导致他们多疑、不友好。亲和性非常低的人有一种倾向，在他们的社会关系中进行操控。他们更有可能进行竞争，而不是合作。
亲和性被认为是一个上级特质，意味着它是由一组更具体的人格特质群集一起统计。虽然有例外，但在一般情况下，关心他人的人也往往与他们合作，帮助他们，信任他们。这个人格维度最初是在使用因素分析方法进行研究时发现的。 
研究表明，在五大特質裏，只有親和性和創新與企業家精神的關聯性是負向的。
亲和性可以看作是马基雅维里主义的对立面。它在概念上类似于阿尔弗雷德·阿德勒的社群兴趣概念。

## 人际关系
亲和性在许多社会交往场合中是一项财富。亲和的人偏向喜欢他人，以积极的眼光看他们，而不亲和的人倾向于以消极的眼光看人。但是并没有证据证明，亲和性高的人比他们的同龄人，更容易受他人的影响作出选择。
由于亲和的儿童对别人的需要和观点较为敏感，因此他们不太可能遭到社会排斥。具体而言，研究表明，较少破坏性、侵略性，和进入游戏群体较熟练的儿童，更容易获得同辈人的认可。
一项研究发现，亲和性高的人在社交场合的反应更情绪化。这种效应可以通过自陈量表和生理测量测出，并提供证据表明，外向性和情绪不稳定性并不是大五人格因素中仅有的影响情绪的两项。这种效应在妇女中尤其明显。
研究还表明，亲和性高的人更有可能在冲突情况下控制住愤怒等消极情绪。亲和性高的人在与他人发生冲突时，更有可能使用建设性的策略，而亲和性低的人则更有可能使用强制手段。他们也较愿意向他们的对手让步，“输”掉一场争论。但是从他们的角度来说，他们并没有真正输掉，只是要与他人保持融洽的关系。

## 亲社会行为
亲和性的核心特点是它与利他主义和帮助行为呈正相关。在各种情形中，亲和性高的人更有可能有兴趣，并参与帮助他人。实验表明，虽然大多数人都可能去帮助自己的亲属，或者在同情心被唤起时去帮助人，但是亲和的人甚至会在这些条件都不存在时就去帮助人。换言之，亲和的人帮助人并不需要其他任何动机。
由于亲和的人可能习惯去帮助别人，不亲和的人更有可能伤害他们。研究人员发现，亲和性低的人与敌对的思想和青少年侵略，以及社会适应不良有关。亲和性低的人也更易被偏见认为会反对被污名化群体（如超重者）。
在精神疾病方面，亲和性低可能与自恋和反社会倾向相关。在理论上，亲和性极高的人有产生依赖问题的危险，但实证研究表明，更多的问题是与低亲和性有关。
此外親和性並不總是導致親社會或利他行為，尤其在接受惡意權威的指揮時更是如此。在一個米爾格倫實驗中，高親和性和盡責性的人，在接受惡意權威的指揮下，更願意對受害者施加高電壓，而這是因為高盡責或高親和的人更難抵抗權威所致。

## 地理
在美国，中西部人和南方人的亲和性平均得分往往高于其他各州。据研究，最亲和的十个州是北达科他州、明尼苏达州、密西西比州、犹他州、威斯康辛州、田纳西州、北卡罗莱纳州、佐治亚州、俄克拉荷马州和内布拉斯加州。这些发现与在这些州中众所周知的表达相一致，例如“南方式好客”（Southern hospitality）和“明尼苏达友善”（Minnesota nice）。由于这些州的城市化水平通常都低于东海岸和西海岸，人们更有可能住在小型社区，认识他们的邻居，因此，更愿意去关心他们，帮助他们。